# Dudley Moore
Stuart John „Dudley” Moore CBE, (Dagenham, Nagy-London, 1935. április 19. – Plainfield, New Jersey, 2002. március 27.) kétszeres Golden Globe-díjas brit komikus, filmszínész, zongorista és zeneszerző.

## Élete és pályafutása
Az Oxfordi Egyetemen végzett, ahol zenei ösztöndíjat kapott. A Magdalen Főiskolához tartozott. Komikus tehetsége itt mutatkozott meg az egyetem különböző színjátszó  csoportjaiban. Duót alakítottak Peter Cook humoristával, és közösen sok sikeres fellépésük volt úgy színpadon, mint a televízióban.
Az 1960-as évektől több filmszerepe volt. Felfigyeltek rá Hollywoodban, és akkor áttelepedett Los Angelesbe. Életének nagy részében a Marina del Rey-i tengerparti villájában élt. Résztulajdonosa volt a sikeres „72 Market Street” étteremnek a szomszédos Venice negyedben. Az éttermet Liza Minnelli színésznővel és Tony Bill rendező és producerrel alapította. Moore gyakran zongorázott az étterem vendégeinek.
Legsikeresebb szerepei az Óvakodj a törpétől Goldie Hawn-nal, a Bombanő Julie Andrews és Bo Derek mellett,  valamint az "Arthur" című filmekben volt.
A zene mindig életének fontos része volt és számos zongoradarabot komponált. Filmekben is gyakran játszott zongorán.

## Magánélete és halála
Utolsó éveiben súlyos ideg- és izomfájdalmakban (Progressiv supranuclearis bénulás) szenvedett és 2002-ben New Jerseyben egy ápolási otthonban halt meg.
Négyszer volt házas, először Suzy Kendall-al 1968 és 1972 között, második alkalommal Tuesday Welddel 1975 és 1980 között és ebből a házasságából született Patrick fia 1976-ban. Harmadik alkalommal Brogan Lane-nel 1988 kötött házasságot, amely 1991 decemberéig tartott. Negyedszer Nicole Rothschildet vette el 1994. április 16-án, akitől 1998-ban vált el és akivel egy közös fiuk van.

## Válogatott filmográfia
- 1967 – Bájkeverő
- 1968 – 30 Is a Dangerous Age, Cynthia
- 1969 – Azok a csodálatos férfiak (Monte Carlo or Bust!)
- 1972 – Alice Csodaországban (film, 1972)
- 1978 – A sátán kutyája
- 1978 – Óvakodj a törpétől
- 1979 – Bombanő
- 1981 – Arthur
- 1983 – Romantikus komédia
- 1983 – A szerelem bolondja
- 1984 – Maradok hűtlen híve
- 1984 – Micki és Maude, avagy családból is megárt a sok
- 1985 – Ki segít a Mikulásnak?
- 1987 – Apja fia
- 1988 – Arthur 2.
- 1990 – Lököttek
- 1992 – Kend a portásra!
- 1993 – Dudley (TV-sorozat)
- 1998 – The Mighty Kong (hang)

## Fordítás
- Ez a szócikk részben vagy egészben  a   Dudley Moore című svéd Wikipédia-szócikk ezen változatának fordításán alapul.  Az eredeti cikk szerkesztőit annak laptörténete sorolja fel. Ez a jelzés csupán a megfogalmazás eredetét és a szerzői jogokat jelzi, nem szolgál a cikkben szereplő információk forrásmegjelöléseként.